# Nova Brasilândia d'Oeste
Nova Brasilândia D'Oeste is een gemeente in de Braziliaanse deelstaat Rondônia. De gemeente telt 17.698 inwoners (schatting 2009).